# Stavnäs församling
Stavnäs församling var en församling i Karlstads stift och i Grums kommun. Församlingen uppgick 2006 i Stavnäs-Högeruds församling.

## Administrativ historik
Församlingen har medeltida ursprung. År 1646 utbröts Högeruds församling
Församlingen var till 1646 moderförsamling i pastoratet Stavnäs, Värmskog och Glava som även omfattade Brunskogs församling till 25 februari 1621 och Boda församling mellan 28 januari 1616 och 25 februari 1621. Från 1646 till 2006 var församlingen moderförsamling i pastoratet Stavnäs och Högerud som även omfattade Glava församling till 1 maj 1875 och Värmskogs församling till 1992. Församlingen uppgick 2006 i Stavnäs-Högeruds församling.

## Organister
| Period    | Namn           | Levnadstid | Övrigt   |
| --------- | -------------- | ---------- | -------- |
| 1866-1915 | Bengt Johnsson | 1844-1919  | Organist |

## Kyrkor
- Stavnäs kyrka